# 奥托·布伦费尔斯
奥托·布伦费尔斯（德語：Otto Brunfels，1488年—1534年），文艺复兴时期欧洲德国的神学家、植物学家。他著有一本重要的草本植物志《活植物图谱》。该书出版于1530年至1536年，同时还附有照实物绘制的地图。此书曾在当时的欧洲产生了广泛影响力。

## 生平
布伦费尔斯在美因茨大学学习神学和哲学，并于1508-1509年获得文学硕士学位。之后他来到斯特拉斯堡附近的一个修道院，并于1514年获得圣职任命。
他是马丁·路德领导宗教改革的坚定支持者。在乌尔里希·冯·胡滕等人的支持下，他逃离了修道院。1521年，他来到莱茵河畔诺伊恩堡担任牧师。之后，他来到斯特拉斯堡的一个加尔默罗会教会学校教了8年书。1532年，布伦费尔斯成为伯尔尼的一名医生，直到去世。

## 著作
- 《活植物图谱》（Hervum vivae eicones），3卷，1530-1536年[5]

## 纪念
- 为了纪念他对植物学的贡献，番茉莉属（Brunfelsia）以奥托·布伦费尔斯的名字命名[6]。
- 奥托·布伦费尔斯与同时代的莱昂哈特·福克斯和希罗尼穆斯·博克一同被称为“德国植物学之父”[7]。